# Resen (Bulgarije)
Resen (Bulgaars: Ресен) is een dorp in Bulgarije. Het dorp is gelegen in de gemeente Veliko Tarnovo in de gelijknamige oblast. Het dorp ligt ongeveer 20 à 25 km ten noordwesten van de steden Veliko Tarnovo en Gorna Orjachovitsa en ongeveer 190 km ten noordoosten van Sofia.

## Bevolking
Op 31 december 1934 telde het dorp Resen 3.786 inwoners. Dit aantal groeide de daaropvolgende jaren langzaam tot een maximum van 4.150 personen in 1965. Sinds 1965 loopt het inwonersaantal langzaam maar geleidelijk af. Op 31 december 2019 werden er 1.725 personen in het dorp geregistreerd.
|  |

| Etnische samenstelling van de respondenten (2011) | Etnische samenstelling van de respondenten (2011) | Etnische samenstelling van de respondenten (2011) | Etnische samenstelling van de respondenten (2011) | Etnische samenstelling van de respondenten (2011) |
| ------------------------------------------------- | ------------------------------------------------- | ------------------------------------------------- | ------------------------------------------------- | ------------------------------------------------- |
|                                                   |                                                   |                                                   |                                                   |                                                   |
| Bulgaren                                          | Bulgaren                                          |                                                   | 90,9%                                             | 90,9%                                             |
| Turken                                            | Turken                                            |                                                   | 7,6%                                              | 7,6%                                              |
| Roma                                              | Roma                                              |                                                   | 1,9%                                              | 1,9%                                              |
| Anders/Onbekend                                   | Anders/Onbekend                                   |                                                   | 0,6%                                              | 0,6%                                              |